# Géopolitique en mer Méditerranée orientale
La géopolitique de la mer Méditerranée orientale s'attache à la description et à l'analyse des rivalités actuelles entre États à l'est de la mer Méditerranée. Se concentrant sur les relations internationales dans l'espace maritime du bassin Levantin, elle s'intéresse aux acteurs régionaux (Turquie au nord, la Syrie, le Liban, Israël et la bande de Gaza à l'est, et l'Égypte au sud, avec en son centre l'île de Chypre) mais aussi à des acteurs externes, qui ont des intérêts ou participent à l'activité diplomatique régionale (France, États-Unis etc.).
Les pays de cette région sont connus pour leurs conflits terrestres, surtout autour d'Israël, mais aussi pour ses conflits maritimes autour de ressources sous-marines (gaz, ressources halieutiques). Les conflits déjà présents entre les différents pays de la zone et la non-délimitation des frontières maritimes réduisent les possibilités d'accords et augmentent les tensions.

## Situations étatiques particulières

### Républiques chypriotes (Grèce - Turquie)
L'île de Chypre, qui se trouve au large des côtes turques, est elle-même divisée en deux entités indépendantes depuis la partition de l'île en république turque de Chypre du Nord à majorité turque et république de Chypre à majorité grecque. Les deux communautés son séparées par une ligne verte qui est démilitarisée et tenue par les casques bleus. Les opérations militaires de 1974 ont causé la division de l'île et conduit à de nombreux problèmes et a une rivalité entre le pouvoir d'Ankara et celui de la communauté grecque hostile à toute unité de l'île avec les turcs.
Au niveau européen, la totalité de l'île fait partie de l'Union européenne. Toutefois, le gouvernement de Chypre n'exerce pas de contrôle sur la partie nord de l'île. Ainsi se pose le problème de l'adhésion de la Turquie à l'Union, qui est suspendue tant que la reconnaissance de la république de Chypre ne sera pas effective.
Cette situation qui mine les relations entre la Turquie, Chypre et la Grèce depuis des années semble toutefois évoluer vers des accords bilatéraux ou multilatéraux et un dénouement diplomatique. En outre, les médiations internationales sous l'égide de l'UE et de l'ONUsemblent se diriger vers une possible réunification de Chypre, avec un gouvernement fédéral et deux États distincts.
Au niveau maritime, cette situation entraîne des complications pour signer des accords de délimitation des ZEE entre Chypre et ses voisins. La Chypre du Nord est ignorée par les accords avec le Liban, Israël et l'Égypte. Ces accords ne sont pas reconnus par la Turquie.
La république de Chypre est très endettée vis-à-vis de la Grèce et donc menacée par la crise grecque depuis les problèmes financiers internationaux de 2007-2008. L'important gisement gazier que représente Aphrodite (100 milliards d'euros) pourrait permettre à Chypre de rembourser sa dette et regagner la confiance des marchés. Il est situé à 150 km au sud de l'île dans sa ZEE et a été découvert en 2011.

### Conflit israélo-palestinien (Israël - Palestine)

#### Bande de Gaza
La bande de Gaza est au cœur du conflit israélo-palestinien depuis ses débuts. Bien qu'officiellement n'étant rattachée à aucun État, elle est sous le contrôle plus ou moins effectif du Hamas, considéré comme une organisation terroriste par Israël, par l'Union européenne et  par les États-Unis.
Ainsi, la totalité de l'espace aérien et maritime gazaoui ainsi qu'une partie de la bande, notamment au sud, est contrôlée par l'armée israélienne, et toutes les entrées et sorties de personnes et de biens sont contrôlées par Israël et l'Égypte à différents checkpoints.

#### Israël et le gaz
Lors du Printemps arabe, l'Égypte a arrêté de fournir du gaz à Israël, ce qui représentait 43 % de ses besoins en énergie. Cela a entraîné une accélération des recherches d’hydrocarbures dans la mer. De nombreux gisements ont été découverts (Tamar, Leviathan par exemple), ce qui permet de nouvelles perspectives d'avenir. En effet, Israël souhaite exporter son gaz et taxer les compagnies qui l'extrairont. De plus, cela lui donnera une protection contre le boycott énergétique.

### Changements dans le monde arabe
Depuis décembre 2010, presque tout le monde arabe et les pays riverains sont touchés par des vagues de contestation et de révolte des peuples contre les gouvernements en place. La Libye et l’Égypte ont changé de gouvernement, des élections ont eu lieu et la situation géopolitique a radicalement changé. Les manifestations ont également touché le Liban et Israël dans une moindre ampleur, et la Syrie est tombée dans une guerre civile.

## Principaux accords et principales tensions

### Israël – Chypre – Turquie
Un accord sur la délimitation de la frontière maritime et sur le partage des ressources a été signé en 2010 entre Israël et la république de Chypre. Ces deux pays ont également signé un pacte militaire pour des avions de chasse israéliens stationnent sur une base chypriote pour surveiller différents gisements pétroliers en Méditerranée. Cela entraîne indirectement une aide d'Israël si Chypre se fait attaquer.
De plus, la Turquie remet en cause les accords entre ces deux pays, la Chypre du Nord ayant été ignorée dans les accords concernant la délimitation de la ZEE puisqu'elle n'est reconnue officiellement comme un État indépendant par aucun pays autre par la Turquie.
À la suite de la découverte en 2010 du champ gazier géant au cœur du bassin Levantin, appelé Tamar 2 par Israël, la république de Chypre a commencé en 2011 les premières explorations dans sa ZEE. En collaboration en signant un accord de coopération et un traité délimitant leurs zones économiques exclusives respectives avec Israël et avec la société américaine Noble Energy, qui exploite déjà certaines plates-formes pétrolières offshore plus au sud et est chargée des explorations pour le compte du gouvernement chypriote, Chypre espère profiter de la manne financière conséquente que les exportations de gaz vers l'Union européenne lui fournira.
De l'autre côté de l'île, la Turquie réclame le droit d'opérer ses propres forages et l'arrêt de l'exploitation et de l'exploration de tous les sites chypriotes. Elle veut elle-même opérer des explorations dans la ZEE chypriote et souhaite aussi s'affirmer en Méditerranée et s'opposer à l'hégémonie israélienne sur l'exploitation des hydrocarbures.
L'Union européenne, qui cherche à se poser en médiateur a besoin de diversifier ses approvisionnements en matières énergétiques, elle soutient l'initiative chypriote tout en essayant de ménager la Turquie, Israël et le Liban entre lesquels s'entretiennent des relations diplomatiques délicates. Dans ce contexte, les revendications turques s'opposent à la volonté d'autodétermination de l'île mais davantage pour des raisons économiques que politiques ou idéologiques. Les conséquences n'en demeurent pas moins une nouvelle cristallisation des tensions qui se propage aux pays du Levant.

### Chypre – Égypte
Les deux pays ont signé un acord sur la délimitation des ZEE en 2003.

### Liban – Chypre
Les deux pays ont signé des accords frontaliers en 2007 qui sont contestés par la Turquie au nom de la Chypre du Nord.

### Russie – Chypre
La Russie souhaite installer une base militaire à Chypre pour remplacer la base russe installée en Syrie au cas où celle-ci tomberait lors d'un renversement du régime syrien. La Russie a prêté 205 milliards d'euros pour aider Chypre à boucler son budget de 2011 et ainsi appuyer sa demande.

### Israël – Liban
Le Liban estime que certains champs d'hydrocarbures s'étendent jusqu'à son territoire. Le Hezbollah a menacé Israël d'attaquer ses infrastructures. De plus, le Liban n'a presque pas de ressources énergétiques. Il importe 96 % de sa consommation d'énergie et trouve donc important de récupérer ses gisements. Cela cause donc un conflit sur la délimitation de la ZEE avec Israël.

### Égypte – Israël
L’Égypte menace de revendiquer une partie des gisements s'ils se trouvent dans sa ZEE. Elle veut aussi empêcher l'exportation du gaz par Israël via ses gazoducs. De plus, avec le Printemps arabe, l'Égypte n'assure plus correctement la distribution de gaz vers Israël, ce qui a entraîné l'arrêt des alliances entre ces deux pays.

### Syrie – Liban, Chypre et Turquie
Aucun accord ne délimite officiellement les zones maritimes de la Syrie avec les autres pays voisins.

## Circulation maritime dans la zone

### Canal de Suez

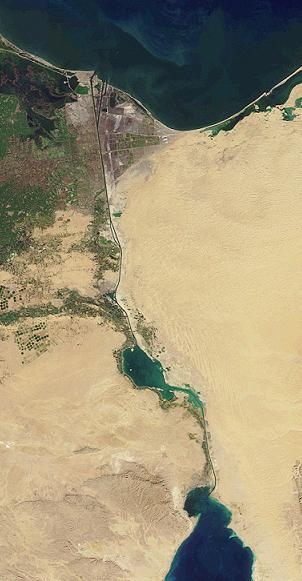
Le canal de Suez, avec à son extrémité nord Port-Saïd et à celle méridionale Suez.

La circulation maritime internationale dans la Méditerranée orientale se concentre vers l'accès au canal de Suez, qui est très important, le canal permettant d'aller d'Europe en Asie sans devoir contourner l'Afrique par le cap de Bonne-Espérance.
Le canal de Suez génère une manne financière importante pour le gouvernement égyptien et est son principal revenu, avec en moyenne plus de 1 400 navires et un tonnage dépassant les 70 millions de tonnes par mois. Le canal constitue donc une artère vitale pour le trafic maritime mondial et plus particulièrement à destination de l'Union européenne pour son approvisionnement en matières premières, hydrocarbures et produits finis asiatiques. Fermer le canal entraînerait une perte de sept millions de dollars par jour divisé entre l'Égypte et les compagnies qui l'empruntent.
Cette concentration du trafic de marchandises au Proche-Orient pose le problème de la sécurité des convois et de la puissance géostratégique détenue par l'Égypte en cas de conflit avec les pays occidentaux. Ce problème a ressurgit lors de la révolution égyptienne de 2011, les troubles ayant gagné des villes côtières ou bordant le canal, notamment la ville de Suez.

### Mer de Marmara
La mer de Marmara relie la mer Noire et la mer Égée via les détroits du Bosphore et des Dardanelles. Elle est située sur une faille responsable de nombreux séismes majeurs et est un accès majeur pour la Russie et les États riverains de la mer Noire au reste du monde. La Convention des Nations unies sur le droit de la mer garantit la liberté de passage, mais le détroit du Bosphore, situé au cœur de la métropole d'Istanbul, présente un flux de navires proche de la saturation. Le gouvernement turc, souverain sur l'ensemble de la région a ainsi pour projet de créer un nouveau canal parallèle au Bosphore afin de pouvoir accroître le nombre de navires pouvant transiter par cette voie maritime.

### Autres routes maritimes
Les autres axes de circulation concernent l'accès aux principaux ports de la Méditerranée orientale suivants :
- en Turquie, les ports d'Antalya, de Mersin et d'Iskenderun
- en Syrie, les ports de Lattaquié et de Tartus
- au Liban, le port de la capitale Beyrouth
- en Israël, les ports de Haifa, d'Ashdod et d'Ashkelon
- en Égypte, les ports d'Alexandrie, de Damiette et de Port-Saïd, ce dernier se situant à l'entrée du canal de Suez
- à Chypre, les ports de Larnaca et de Limassol